# Marina Ivanovna Cvetaeva
(Marina Ivanovna Cvetaeva)
Marina Ivanovna Cvetaeva (in russo Мари́на Ива́новна Цвета́ева? , traslitterazione anglosassone Tsvetaeva; Mosca, 8 ottobre 1892 – Elabuga, 31 agosto 1941) è stata una poetessa e scrittrice russa.

## Biografia

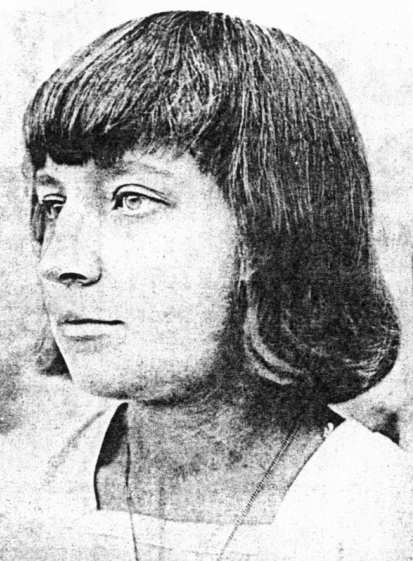
Marina Cvetaeva in una foto del 1913

Nata a Mosca, figlia di Ivan Vladimirovič Cvetaev, professore di Belle Arti all'Università di Mosca, e di Marija Aleksandrovna Mejn, eccellente pianista che fu tra le migliori allieve di Nikolaj Rubinštejn. Marina Cvetaeva scrisse le prime composizioni all'età di 6 anni esprimendosi, oltre che in russo, anche in francese e in tedesco. Diventò una delle voci più originali della poesia russa del XX secolo e l'esponente di maggior spicco del locale movimento simbolista. Il suo lavoro non fu ben visto dal regime staliniano, per via di opere scritte negli anni venti che glorificavano la lotta anticomunista dell'armata bianca, in cui il marito Sergej Jakovlevič Ėfron militava come ufficiale; emigrò prima a Berlino e poi a Praga nel 1922.
Seguendo gli orientamenti della comunità russa emigrata, si trasferì a Parigi nel novembre 1925. Tornò a Mosca insieme al figlio Georgij, detto Mur, nel 1939, con la speranza di ricongiungersi al marito, di cui si erano perse le tracce e che in realtà non era fuggito in Spagna, ma era stato arrestato e fucilato dall'NKVD, e alla figlia Ariadna Ėfron, tornata a Mosca nel 1937 e subito mandata in un campo di lavoro. In uno stato di estrema povertà e di isolamento dalla comunità letteraria, il 31 agosto 1941 s'impiccò nell'ingresso dell'isba che aveva affittato da due pensionati nel villaggio di Elabuga, sulle rive del fiume Kama.
La riabilitazione della sua opera letteraria e la pubblicazione di molte sue opere avvennero solo a partire dagli anni sessanta, vent'anni dopo la sua morte. La poesia di Cvetaeva unisce l'eccentricità a un rigoroso uso della lingua, non priva di metafore paradossali. Se durante la prima fase creativa, Marina Cvetaeva risentì dell'influenza di Majakovskij e del suo vigore poetico, in seguito se ne distaccò grazie alla sua cultura basata sui romantici tedeschi, e quindi si accostò maggiormente sia a Pasternak sia all'animo poetico di Puškin.

## Opere

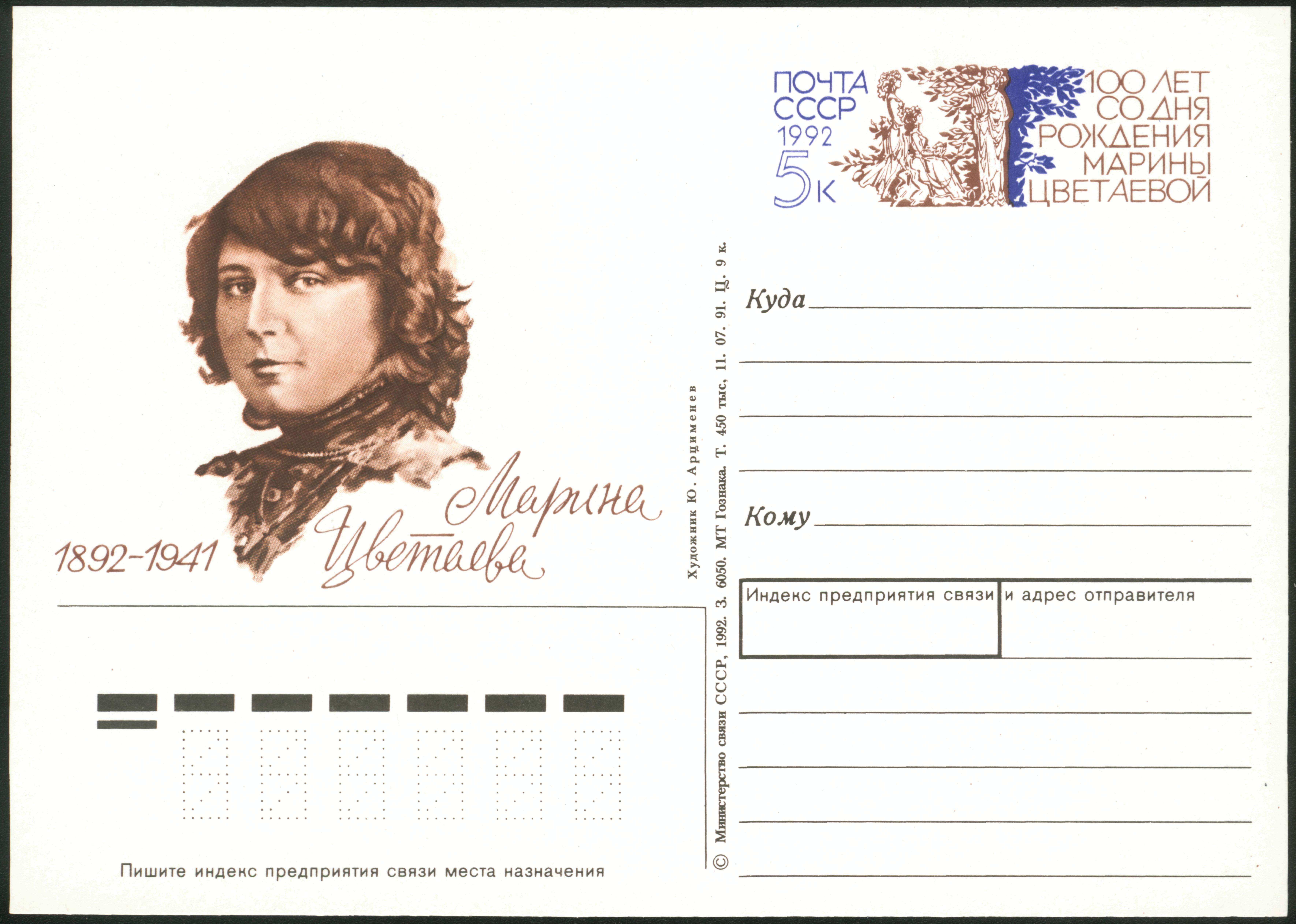
Marina Cvetaeva in una stampa del 1992

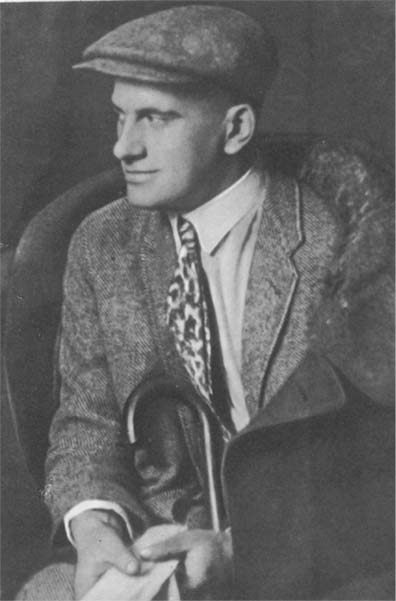
Majakovskij (1917). Lo scrittore influenzò le prime composizioni poetiche della Cvetaeva

- Poesie, a cura di Pietro Antonio Zveteremich, Milano, Rizzoli, 1967; poi Milano, Feltrinelli, 1979 ISBN 88-07-82056-0
- Il settimo sogno: lettere 1926, (con Pasternak e Rilke), a cura di Konstantin Azadovskij, Elena e Evgenij Pasternak, trad. Serena Vitale e Joyce Fischer, Roma, Editori Riuniti, 1980 ISBN 88-359-3812-0
- Indizi terrestri, a cura di Serena Vitale, trad. Luciana Montagnani, Milano, Guanda, 1980, 1993
- Il poema della fine, trad. Nadia Cicognini, Milano: Polena, 1981
- Lettera all'Amazzone, con testo francese a fronte, a cura di Serena Vitale, Milano, Guanda, 1981 (pamphlet per Natalie Clifford Barney)
- Il diavolo. Scelta di racconti, trad. Luciana Montagnani, Roma, Editori Riuniti, 1981, 1990 ISBN 88-359-3391-9
- Natal'ja Gončarova: ritratto di un'artista, trad. Luciana Montagnani, Milano: Edizioni delle donne, 1982; poi come Natal'ja Gončarova: vita e creazione, Torino, Einaudi, 1995 ISBN 88-06-13299-7
- Il racconto di Sonečka, a cura di Giovanna Spendel, Milano, Il saggiatore, 1982; poi Milano, La tartaruga, 1992, 2002, 2012 ISBN 88-7738-109-4 ISBN 88-7738-368-2 ISBN 978-88-7738-515-4
- Incontri, a cura di Mariolina Doria de Zuliani, Milano, La tartaruga, 1982 ISBN 88-7738-045-4 (incontri con Majakovskij, Pasternak, Belyi e Vološin)
- L'accalappiatopi: satira lirica, traduzione e introduzione di Caterina Graziadei, Roma, e/o, 1983 ISBN 88-7641-007-4
- Le notti fiorentine. Lettera all'amazzone, a cura di Serena Vitale, Milano, Mondadori, 1983
- Il poeta e il tempo, a cura di Serena Vitale, Milano, Adelphi, 1984 ISBN 88-459-0592-6
- Insonnia, trad. Giovanna Ansaldo, Milano, Marcos y Marcos, 1985
- Il mio Puškin, trad. Giovanna Ansaldo, Milano, Marcos y Marcos, 1985
- Prefazione a Puškin, I versi non sono uomini: lettere 1815-1837, Milano, Archinto, 1988 ISBN 88-7768-033-4
- Dopo la Russia e altri versi, a cura di Serena Vitale, Milano, Mondadori, 1988 ISBN 88-04-30550-9 ISBN 88-04-43124-5
- Il paese dell'anima: lettere 1909-1925, a cura di Serena Vitale, Milano, Adelphi, 1988 ISBN 88-459-0311-7
- Deserti luoghi: lettere 1925-1941, a cura di Serena Vitale, Milano, Adelphi, 1989 ISBN 8845907228
- Fedra, a cura di Luisa De Nardis, Roma, Bulzoni, 1990 ISBN 88-7119-161-7 (Premio di traduzione Angelo Maria Ripellino, 1990)
- L'armadio segreto, trad. Giovanna Ansaldo, Milano, Marcos y Marcos, 1991 ISBN 88-7168-042-1
- Arianna, a cura di Luisa De Nardis, Roma, Bulzoni, 1991 ISBN 88-7119-350-4
- Dusa i imja: anima e il nome, trad. Evelina Pascucci, con una xilografia di Marina Bindella, Milano, Buon tempo, 1992
- Prefazione a Puškin, La figlia del capitano, Milano, Mondadori («Oscar classici» n. 284), 1994 ISBN 88-04-53443-5
- L'amica, a cura di Haisa Pessina Longo, Rimini: Panozzo, 1998 ISBN 88-86397-35-6 (ciclo delle poesie d'amore per Sofija Parnok)
- Lettere ad Ariadna Berg, 1934-1939, a cura di Luciana Montagnani, Milano, Archinto, 1998 ISBN 88-7768-213-2
- Elogio del tempo, con illustrazioni di Gianni Pignat, Porcia, Liberinto, 1999
- Il ragazzo, a cura di Annalisa Comes, Firenze, Le lettere, 2000 ISBN 88-7166-514-7 (nuova ed. 2016)
- Alja, piccola ombra: lettere alla figlia, a cura di Giovanna Spendel, Milano, Mondadori («Oscar Poesia del Novecento» n. 35), 2000 ISBN 88-04-47851-9
- Il lato oscuro dell'amore: liriche, a cura di Haisa Pessina Longo, Rimini, Panozzo, 2000 ISBN 88-86397-56-9
- Phoenix, a cura di Serena Vitale, Milano, Archinto, 2001 ISBN 88-7768-304-X (e come spettacolo per la regia di Luca Ronconi, Milano, Piccolo teatro, 2001)
- Parole che non avevo mai udite: trentuno lettere d'amore a Konstantin Rodzevič, a cura di Haisa Pessina Longo, Rimini, Panozzo, 2002 ISBN 88-86397-95-X
- Il poeta e altre poesie, a cura di Paolo Galvagni, Pistoia, Via del Vento, 2006 ISBN 88-87741-92-1
- L'anima in fiamme: poesie, Milano, Acquaviva, 2008 ISBN 978-88-7877-111-6
- Le notti fiorentine, a cura di Serena Vitale, Roma, Voland, 2011 (Sirin Classica) ISBN 978-88-6243-099-9
- A Rainer Maria Rilke nelle sue mani (contiene Tentativo di Stanza, Lettera per l'anno nuovo, Poema dell'aria, La tua morte, Alcune lettere), traduzione e cura di Marilena Rea, Bagno a Ripoli, Passigli, 2012, ISBN 9788836813018
- Scusate l'Amore. Poesie 1915-1925, traduzione e cura di Marilena Rea, Bagno a Ripoli, Passigli, ISBN 9788836813575
- Taccuini 1919-1921, traduzione e cura di Pina Napolitano, Roma, Voland, 2014 (Sirin) ISBN 978-88-6243-147-7
- Album serale, a cura di Paola Ferretti, Borgomanero (NO), Giuliano Ladolfi Editore, 2014 (Collana Diamante diretta da Luca Canali) ISBN 978-88-6644-124-3
- Mestiere. Poesie 1921-22, traduzione e cura di Marilena Rea, Bagno a Ripoli, Passigli, 2014
- Una serata non terrestre. Memorie e interviste inedite, traduzione e cura di Marilena Rea, Bagno a Ripoli, Passigli, 2015
- La tosaerba, a cura di Yasmina Melaouah e Claudia Zonghetti, Milano, Henry Beyle, 2016
- Mia madre e la musica, traduzione e cura di Marilena Rea, Bagno a Ripoli, Passigli, 2016 (contiene i racconti Mia madre e la musica, La fiaba di mia madre e Il diavolo)
- Sette poemi, a cura di Paola Ferretti, Torino, Giulio Einaudi Editore, 2019, ISBN 9788858430606
- Zar-fanciulla 1922 (prima traduzione italiana, testo russo a fronte), traduzione e cura di Marilena Rea, Roma, Queen Kristianka Edizioni, 2022, ISBN 978-88-946094-5-5
- Fedra (testo russo a fronte), traduzione e cura di Marilena Rea, Roma, Queen Kristianka Edizioni, 2022, ISBN 978-88-946094-4-8
- I volti dell'Amore (cicli poetici inediti, testo russo a fronte), traduzione e cura di Marilena Rea, Roma, Queen Kristianka Edizioni, 2022, ISBN 978-88-946094-7-9
- È ora di spegner la lanterna. Ultime poesie 1936-1941, a cura di Bruno Osimo, Milano, 2024, ISBN 9791281358331
- Verste. Poesie 1916-1920, a cura di Bruno Osimo, Milano, La Vita Felice, 2024, ISBN 9788893467575
- L'accampamento dei cigni. Separazione, a cura di Bruno Osimo, Milano, La Vita Felice, 2025